# Marokkanische Futsalnationalmannschaft
Die marokkanische Futsalnationalmannschaft ist eine repräsentative Auswahl marokkanischer Futsalspieler. Die Mannschaft vertritt die Fédération Royale Marocaine de Football (FRMF) bei internationalen Begegnungen. Das Team ist die zweiterfolgreichste Futsalnationalmannschaft Afrikas mit zwei kontinentalen Titeln und drei WM-Teilnahmen.

## Abschneiden bei Turnieren

### Futsal-Weltmeisterschaft
- 1989 – nicht teilgenommen
- 1992 – nicht teilgenommen
- 1996 – nicht teilgenommen
- 2000 – nicht qualifiziert
- 2004 – nicht qualifiziert
- 2008 – nicht qualifiziert
- 2012 – Vorrunde
- 2016 – Vorrunde
- 2021 – Viertelfinale
- 2024 – Viertelfinale

### Futsal-Afrikameisterschaft
- 1996 – nicht teilgenommen
- 2000 – 2. Platz
- 2004 – Halbfinale
- 2008 – 3. Platz
- 2016 – Afrikameister
- 2020 – Afrikameister
- 2024 – Afrikameister

### Arab Futsal Cup
- 1998 – 2. Platz
- 2005 – 2. Platz
- 2007 – 4. Platz
- 2008 – nicht teilgenommen
- 2021 – Arabienmeister
- 2022 – Arabienmeister
- 2023 – Arabienmeister

Ägypten |
Algerien |
Angola |
Ghana |
Äquatorialguinea |
Burkina Faso |
Elfenbeinküste |
Ghana |
Guinea |
Guinea-Bissau |
Kamerun |
Komoren |
Kongo, Demokratische Republik |
Lesotho |
Libyen |
Marokko |
Mauretanien |
Mauritius |
Mosambik |
Namibia |
Nigeria |
Sambia |
São Tomé und Príncipe |
Sambia |
São Tomé und Príncipe |
Senegal |
Simbabwe |
Somalia |
Südafrika |
Sudan |
Tansania |
Tunesien |
Uganda
Futsalnationalmannschaften der:

AFC (Asien) |
CONCACAF (Nord-, Zentralamerika, Karibik) |
CONMEBOL (Südamerika) |
OFC (Ozeanien) |
UEFA (Europa)